# Reinhard Köhler
Reinhard Köhler (* 10. August 1951 in Dortmund) ist ein deutscher Sprachwissenschaftler. Von 1990 bis 2016 war er Professor für Linguistische Datenverarbeitung (Computerlinguistik) an der Universität Trier.

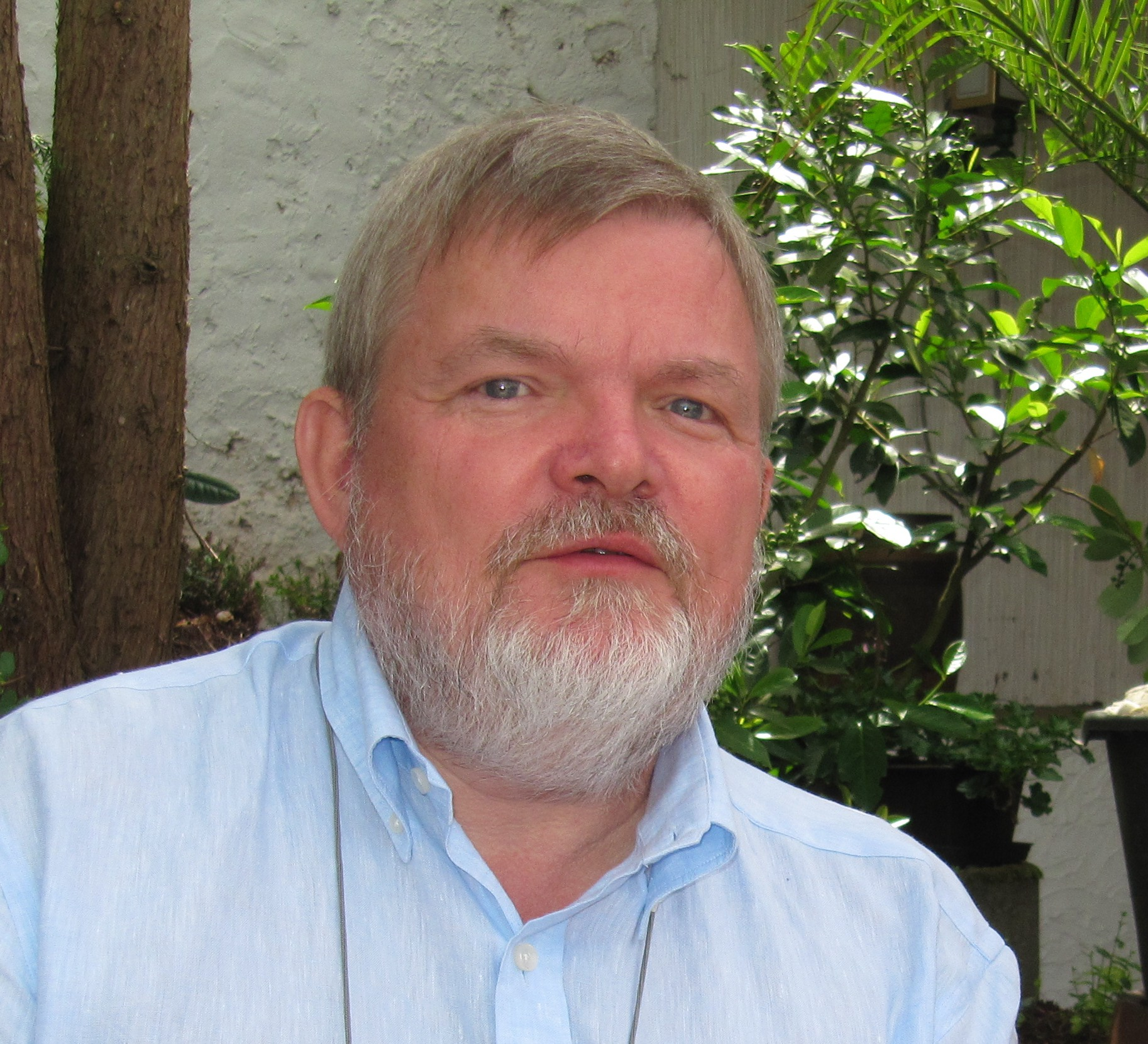
Reinhard Köhler

## Leben
Nach Beendigung der Schule mit dem Abitur am Stadtgymnasium in Dortmund im Jahr 1970 leistete Reinhard Köhler seinen zivilen Ersatzdienst und nahm im Sommersemester 1972 sein Studium an der Ruhr-Universität Bochum in den Fächern Allgemeine Sprachwissenschaft, Sozialwissenschaften und Slawistik auf; weitere Interessen galten der Mathematik sowie Theorie und Praxis der Programmierung. Während seines Studiums arbeitete er bei der Bundesanstalt für Arbeitsschutz und Unfallforschung, als Oberstufenlehrer für Mathematik, Physik und Chemie an einer Privatschule sowie als Programmierer bei der RWE in Essen.
1980 legt Köhler sein Examen als Magister Artium an der Ruhr-Universität Bochum ab. 1980–1984 war er Wissenschaftliche Hilfskraft im Fachbereich Sprach- und Kommunikationswissenschaft an der Gesamthochschule Universität Essen. Daneben arbeitete er ab 1982 als Software-Entwickler und Systemanalytiker. Ab 1985 war er Wissenschaftlicher Mitarbeiter am Sprachwissenschaftlichen Institut der Ruhr-Universität Bochum; 1985 Promotion an der philologischen Fakultät. Für seine Dissertation Zur linguistischen Synergetik: Struktur und Dynamik der Lexik (erschienen 1986) erhielt er 1986 den Wilhelm-Hollenberg-Preis und den Preis der Ruhr-Universität Bochum. Ab Wintersemester 1989/90 vertrat er die Professur für Linguistische Datenverarbeitung an der Universität Trier; von September 1990 bis 2016 hatte er die Professur für Linguistische Datenverarbeitung (Computerlinguistik) in Trier inne. Seitdem ist er im Ruhestand.

## Arbeitsschwerpunkte
Reinhard Köhler hat seine Forschungsschwerpunkte in der Quantitativen und systemtheoretischen Linguistik; seine Lehre befasst sich vor allem mit der Quantitativen und systemtheoretischen Linguistik, der Softwaretechnik, Wissenschaftstheorie und statistischen Methoden in der Linguistik. Die Linguistische Synergetik verdankt ihm ihre Grundlegung und Ausarbeitung; sie erfasst Sprache mit einem System untereinander verbundener Sprachgesetze, die als Fernziel auf eine neu fundierte Sprachtheorie abzielen.
Neben seiner Forschungsarbeit ist Reinhard Köhler wesentlicher Motor der internationalen Organisation der Quantitativen Linguistik: Er ist der Präsident der International Quantitative Linguistics Association (IQLA) und Hauptherausgeber des Journal of Quantitative Linguistics.

## Werke
Werke in chronologischer Reihenfolge:

### Monographien und Sammelbände
Die folgende Liste enthält Monographien und Sammelbände von Reinhard Köhler als Allein- oder Mitautor und Herausgeber:
- Zur linguistischen Synergetik. Struktur und Dynamik der Lexik. Brockmeyer, Bochum 1985 (Quantitative linguistics; 31) ISBN 3-88339-538-2. Zugleich: Dissertation, Ruhr-Universität Bochum, Philosophische Fakultät, 1985.
- zusammen mit Rüdiger Grotjahn, Sebastian Kempgen & Werner Lehfeldt (Hrsg.): Viribvs Vnitis. Festschrift für Gabriel Altmann zum 60. Geburtstag. Wissenschaftlicher Verlag Trier, Trier 1991, ISBN 3-88476-007-6 (Enthält außer vielen humorigen Beiträgen von Freunden, Kollegen und Schülern eine Kurzbiographie und ein Schriftenverzeichnis).
- zusammen mit Janßen, Andreas: PASCAL. Programmieren für die Sprach- und Textwissenschaften. Francke, Tübingen 1991 (UTB; 1638).
- zusammen mit Burghard B. Rieger (Hrsg.): Contributions to Quantitative Linguistics. Proceedings of the First International Conference on Quantitative Linguistics, QUALICO, Trier 1991. Kluwer, Dordrecht/Boston/London 1993. ISBN 0-7923-2197-9.
- Bibliography of quantitative linguistics = Bibliographie zur quantitativen Linguistik = Bibliografija po kvantitativnoj lingvistike. Amsterdam: Benjamins. (Amsterdam studies in the theory and history of linguistic science: Library and information sources in linguistics; 25) ISBN 90-272-3751-4.
- zusammen mit Gabriel Altmann, Dariusch Bagheri, Hans Goebl, Reinhard Köhler, Claudia Prün: Einführung in die Quantitative Lexikologie. Peust & Gutschmidt, Göttingen 2002, ISBN 3-933043-09-3.
- zusammen mit Gabriel Altmann und Rajmund G. Piotrowski (Hrsg.): Quantitative Linguistik - Quantitative Linguistics. Ein internationales Handbuch - An International Handbook. de Gruyter, Berlin / New York 2005, ISBN 3-11-015578-8.
- zusammen mit Peter Grzybek (eds.): Exact Methods in the Study of Language and Text. Dedicated to Gabriel Altmann on the Occasion of his 75th Birthday. Berlin/New York: Mouton de Gruyter 2007. ISBN 978-3-11-019354-1 (Enthält 67 Beiträge in Dt. und Engl.; im Vorwort eine Kurzbiographie und Würdigung; im Anhang ein Verzeichnis der Schriften von Gabriel Altmann).
- Sinergetičeskaja lingvistika: struktura i dinamika leksiki (http://ubt.opus.hbz-nrw.de/volltexte/2007/413/)
- zusammen mit Gabriel Altmann: Problems in Quantitative Linguistics 2. RAM-Verlag, Lüdenscheid 2008, ISBN 978-3-9802659-7-3.
- Issues in Quantitative Linguistics. (Editor) RAM-Verlag, Lüdenscheid 2009, ISBN 978-3-9802659-9-7.

### Buchreihen und Zeitschriften
- Journal of Quantitative Linguistics, 1994ff. (Hauptherausgeber)
- Glottometrics, 2001ff. (Mitherausgeber) (PDF Nr. 1ff., Volltexte)
- Glottotheory, 2008ff. (Mitherausgeber)
- Quantitative Linguistics (Buchreihe: Band 1ff., 1978ff., Brockmeyer, Bochum;  Band 52 ff., Wissenschaftlicher Verlag Trier, Trier 1993ff.; Mitglied des Editorial Board 1984ff.; Band 63ff., Mouton de Gruyter, Berlin/New York 2008ff., Herausgeber, zusammen mit Gabriel Altmann und Peter Grzybek.)
- Studies in Quantitative Linguistics, 2008ff. (Buchreihe: Band 1ff., 2008ff.; Mitherausgeber ab Band 6, 2010ff.)

Hinzu kommen viele weitere Arbeiten (Übersetzungen, Aufsätze und anderes).

## Reinhard Köhler zu Ehren
- Glottometrics 21, 2011 (PDF Volltext). Dedicated to Reinhard Köhler on the occasion of his 60th birthday.
- Radek Čech, Gabriel Altmann: Problems in Quantitative Linguistics 3. Dedicated to Reinhard Köhler on the occasion of his 60th birthday. RAM-Verlag, Lüdenscheid 2011. ISBN 978-3-942303-08-8.
- Sven Naumann, Peter Grzybek, Relja Vulanović, Gabriel Altmann (Herausgeber): Synergetic Linguistics. Text and Language as Dynamic Systems. To Reinhard Köhler on the Occasion of his 60th Birthday. Praesens Verlag, Wien 2012. ISBN 978-3-7069-0700-2.
- Emmerich Kelih, Róisín Knigth, Ján Mačutek, Andrew Wilson: Issues in Quantitative Linguistics 4. Dedicated to Reinhard Köhler on the occasion of his 65th birthday. RAM-Verlag, Lüdenscheid 2016. ISBN 978-3-942303-44-6.